# 부산화교중고등학교
부산화교중고등학교(釜山華僑中高等學校)는 부산광역시 동구에 있는 대한민국 내에 거주중인 화교를 위한 중·고등학교 과정의 외국인학교다.

## 연혁
- 1951년 9월 1일 : 개교